# Peter Tosh
Peter Tosh, pseudonimo di Winston Hubert McIntosh (Grange Hill, 19 ottobre 1944 – Kingston, 11 settembre 1987), è stato un cantante e musicista giamaicano.
Nasce nella parrocchia di Westmoreland, nell'ovest rurale dell'isola, ma si trasferisce in gioventù a Trenchtown, il ghetto di Kingston. Lavora con il produttore Joe Higgs, che gli fa conoscere quelli che saranno i suoi compagni nel gruppo The Wailers, Bob Marley e Bunny Wailer; dal 1965 al 1973 collabora con i due, fino allo scioglimento per motivi personali dei tre membri.
Da quel momento inizia la carriera solista, che lo porta a suonare al One Love Peace Concert davanti ai principali esponenti della politica giamaicana, Edward Seaga e Michael Manley; collabora anche con Mick Jagger dei Rolling Stones, e sarà ospite del Saturday Night Live nel 1978. Nel 1987 si aggiudica il Grammy Award come miglior album reggae con No Nuclear War. Muore assassinato in un tentativo di rapina l'11 settembre di quell'anno nella sua casa a Kingston.

## Biografia

### Le origini e gli esordi musicali (1944 - 1964)
Nasce nel villaggio di Grange Hill, nella parrocchia di Westmoreland, situata nel nord-ovest della Giamaica, per poi, a 15 anni, trasferirsi a Trenchtown, il ghetto della capitale Kingston. Qui prende lezioni di canto dal produttore Joe Higgs, e conosce i cantanti Robert Nesta Marley e Neville O'Riley Livingston, successivamente conosciuti come Bob Marley e Bunny Wailer, con i quali fonda il gruppo ska "Teenagers". Al trio si aggiungono il cantante Junior Braithwaite e le coriste Beverley Kelso e Cherry Smith, il gruppo cambia così nome prima in "Wailing Rudeboys", poi in "Wailing Wailers".

### I Wailers (1964 - 1974)
Il primo produttore ad accorgersi del gruppo è Clement "Coxsone" Dodd, che li mette sotto contratto con l'etichetta discografica Studio One e produce un primo singolo, I'm Still Waiting, dopo il quale Junior Braithwaite e le due coriste lasciano il gruppo. Il trio, sotto consiglio del produttore, elegge Bob Marley come frontman e pubblicano un singolo, Simmer Down, in cui incoraggiano i Rude Boy del ghetto a non sottomettersi alle autorità, attirando così su di sé l'attenzione delle forze di polizia locali. Con Dodd i tre pubblicano altri due singoli (One Love e Hoot Nanny Hoot) e, nel 1965, il primo album intitolato The Wailing Wailers.
Nel 1966 Bob Marley parte per lavorare negli Stati Uniti e Tosh canta alcune cover di brani soul e pop statunitense, affiancate a singoli come solista (Don't Look Back) o in coppia con Bunny Livingstone (The Toughest), è in questo periodo che i due si avvicinano alla filosofia rasta. Quando Marley torna in Giamaica il trio cambia il nome in "Wailers" e fonda un'etichetta propria, la Wail'N'Soul, che produce però un solo singolo, Ben Down Low, il brano ha un tempo rallentato rispetto allo ska classico, che anticipa quello che sarà il rocksteady. La band comincia quindi a collaborare con il produttore Lee "Scratch" Perry; per la sua Upsetter pubblica tre album: Soul Rebels nel 1970 e Soul Revolution e Soul Revolution Part II nel 1971. Durante le sessioni di registrazione al Black Ark i Wailers trovano una grande intesa con gli Upsetters, la backing band di Perry, tanto che due membri, i fratelli Aston "Family Man" e Carlton Barrett, rispettivamente bassista e batterista, passano dalla band di Perry a quella di Marley.
Nel 1972 i Wailers firmano per la Island Records con la quale pubblicano nel 1973 l'album Catch a Fire; durante la registrazione dell'album si creano tensioni tra i Wailers, visto che Chris Blackwell, amministratore delegato dell'etichetta, ha una predilezione per Bob Marley e relega Tosh e Livingston a figure di minore importanza. Verso la fine dell'anno il trio pubblica Burnin', secondo album per la Island: durante la registrazione le tensioni tra i cantanti aumentano, tanto da portare Bunny Livingston a lasciare la band durante il tour e lo stesso Tosh ad allontanarsi dai Wailers poco dopo per contrasti personali con Marley; da quel momento il gruppo cambia il nome in Bob Marley & The Wailers e i due vengono rimpiazzati con le coriste Rita Marley (moglie del cantante), Marcia Griffiths e Judy Mowatt, che formano le I-Threes. Peter Tosh e Bunny Livingston cominciano carriere soliste.

### La carriera solista e l'attività televisiva (1975 - 1987)

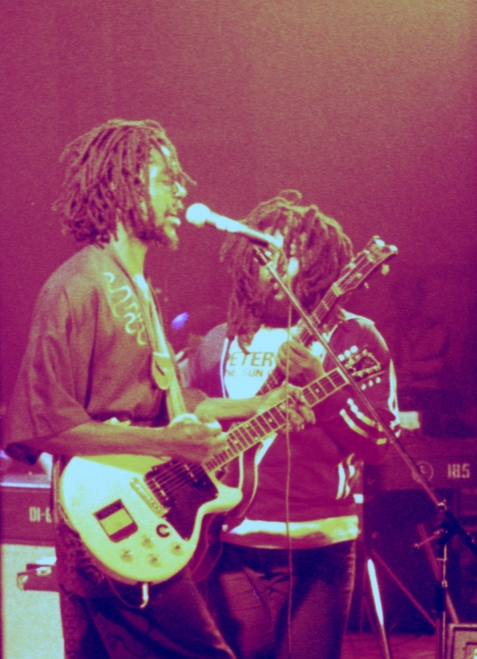
Peter Tosh e Robbie Shakespeare durante il Bush Doctor Tour nel 1978

Nel 1976 Tosh firma per la CBS e pubblica l'album d'esordio come solista, Legalize It, che rimarrà per anni l'inno per la legalizzazione della marijuana. Per il secondo album il cantante si avvale della collaborazione del duo Sly and Robbie, Equal Rights che è da molti considerato il suo miglior disco, contiene riedizioni di vecchi brani (Get Up, Stand Up) affiancati a nuovi pezzi rabbiosi contro il governo giamaicano. Si esibisce sul palco dello One Love Peace Concert, dove si scaglia duramente contro la classe politica dell'isola che, a suo dire, opprime la popolazione nera. Durante lo spettacolo trova un ampio consenso tra il pubblico, e la polizia, con la scusa di averlo trovato a fumare erba, lo trattiene in caserma, picchiandolo per 90 minuti al punto da lasciargli profonde cicatrici.
Il concerto viene visto dal cantante dei Rolling Stones, Mick Jagger, che viene colpito dalla potenza espressa sul palco e gli offre un contratto con l'etichetta Rolling Stones Records con la quale pubblica nel 1978 l'album Bush Doctor. Jagger partecipa alla traccia Don't Look Back che regala a Tosh una grande esposizione mediatica, che gli consente di partecipare al Saturday Night Live. Nel 1979 e nel 1981 pubblica due album sempre per la RSR, due lavori pieni di rabbia contro il sistema: Mystic Man e Wanted Dread and Alive. Nel 1980 è in Italia, ospite fisso nelle 6 puntate dello spettacolo televisivo C'era due volte, per la regia di Enzo Trapani (Rai 2). Sempre a quell'anno risale la sua partecipazione alla telenovela brasiliana Agua Viva, nel ruolo di sé stesso.
Tosh firma poi un contratto con la EMI che lo porta a pubblicare nel 1983 l'album Mama Africa, dal cui tour nasce l'album Captured Live. Dopo quest'album il cantante sparisce dal giro musicale per un po' di tempo, secondo alcuni per cercare consiglio da stregoni africani. Nel 1987 ritorna con l'album No Nuclear War, un album di protesta contro la violenza dilagante, contro l'apartheid e contro Babilonia, intesa come società moderna; l'album, prodotto sempre dalla EMI, vince il Grammy Award come miglior album reggae.

### L'assassinio
L'11 settembre 1987 l'artista giamaicano si trovava nella sua casa di Kingston con la moglie Joy e l'amico DJ Jeff "Free-I" Dixon quando un malvivente locale, Dennis "Leppo" Lobban, irruppe con due complici per rapinare i presenti; al rifiuto del cantante di consegnare loro il denaro, i criminali aprirono il fuoco uccidendo sia lui che Dixon.

## Discografia

### Discografia con i Wailers
- 1965 - The Wailing Wailers
- 1970 - Soul Rebels
- 1971 - Soul Revolution Part II
- 1971 - The Best of The Wailers
- 1973 - Catch a Fire
- 1973 - Burnin'

### Da solista
Album in studio
- 1976 - Legalize It
- 1977 - Equal Rights
- 1978 - Bush Doctor
- 1979 - Mystic Man
- 1981 - Wanted Dread and Alive
- 1983 - Mama Africa
- 1987 - No Nuclear War
- 1997 - Negril
- 2001 - I Am That I Am
- 2004 - Can't Blame the Youth

Live
- 1979 - Island Zorro
- 1984 - Captured Live
- 2000 - Live at the One Love Peace Concert 1978
- 2001 - Live & Dangerous: Boston 1976
- 2002 - Live at the Jamaica World Music Festival MoBay '82
- 2002 - Complete Captured Live

Raccolte
- 1994 - Collection Gold
- 1996 - The Toughest
- 1996 - The Best of Peter Tosh - Dread Don't Die
- 1997 - Honorary Citizen
- 1999 - Scrolls Of The Prophet: The Best of Peter Tosh
- 1999 - Arise Black Man
- 2003 - The Essential Peter Tosh - the Columbia Years
- 2005 - Talking Revolution

## Premi e riconoscimenti
- 1987: No Nuclear War, Grammy Award come Best Reggae Album[7]